# Realismo isterico
Il realismo isterico, anche chiamato recherché postmodernism o postmodernismo ricercato, è un genere letterario caratterizzato da lunghezza cronica, personaggi maniacali e frequenti digressioni su argomenti secondari rispetto alla storia, secondo il critico James Wood che lo definì in un saggio su Denti bianchi di Zadie Smith. 
Wood usò la locuzione per denotare il concetto contemporaneo di "grande, ambizioso romanzo" che persegue la vitalità "a tutti i costi". In risposta, Zadie Smith descrisse il realismo isterico come un termine "dolorosamente accurato per il tipo di prosa esagerata e maniacale che si può trovare in romanzi come il mio Denti bianchi. . . "
I candidati ad essere inclusi nel genere sono: Don DeLillo, Dave Eggers, Jonathan Franzen, Joyce Carol Oates, Richard Powers, Thomas Pynchon, Salman Rushdie, Robert Clark Young, Zadie Smith, David Foster Wallace, Tom Wolfe e Neal Stephenson. Nei loro lavori lo stile di prosa "isterica" viene spesso accoppiato ad effetti "realistici" quasi giornalistici, come la descrizione di Pynchon del XVIII secolo in Mason & Dixon, il trattamento di DeLillo di Lee Harvey Oswald in Libra, o quello di Young degli arcani della vita nella flotta statunitense in One of the Guys. Questa tecnica letteraria del trattamento stravagante di eventi di ogni giorno può essere trovata in autori precedenti come Il Maestro e Margherita di Michail Afanas'evič Bulgakov e il Moby Dick di Herman Melville.

## Autori considerati realisti isterici
- Don DeLillo
- Dave Eggers
- Jonathan Safran Foer
- Jonathan Franzen
- Thomas Pynchon
- Salman Rushdie
- Zadie Smith
- Laurence Sterne
- David Foster Wallace